# Бібщанська сільська рада
| Бібщанська сільська рада — колишній орган місцевого самоврядування у Золочівському районі Львівської області з адміністративним центром у с. Бібщани. Історична дата утворення: в 1939 році. Водоймища на території, підпорядкованій даній раді: річка Золота Липа. Сільській раді були підпорядковані населені пункти: - с. Бібщани - с. Нестюки |

## Склад ради
Рада складалася з 14 депутатів та голови.

### Керівний склад ради
| ПІБ                    | Основні відомості                                                               | Дата обрання | Дата звільнення |
| ---------------------- | ------------------------------------------------------------------------------- | ------------ | --------------- |
| Заяць Орест Омелянович | Сільський голова, 1961 року народження, освіта, безпартійний                    | 26.03.2006   | 31.10.2010      |
| Заяць Орест Омелянович | Сільський голова, 1961 року народження, освіта середня спеціальна, безпартійний | 31.10.2010   |                 |

Примітка: таблиця складена за даними джерела